# Elektronisk billetsystem
Elektroniske billetsystemer er billetsystemer, der er baseret på magnetkort, smartcard med henholdsvis  fysisk eller kontaktløs transmission i fremtidige enheder som mobiltelefoner med NFC. Det kan også dreje sig om flybilletter, hvor eTicket har erstattet de fysiske billetter.
I Danmark findes produktet Rejsekort, der skal være et fælles system for alle trafikselskaber i Danmark.
FynBus har også et billetsystem med et kontaktløst kort, men det bagvedliggende system er mere simpelt end Rejsekort. Storstrøms Amt Trafikselskab og Sydbus have også et system med smartcard[kilde mangler].
Hong Kong har systemet Octopus card, som var det første system med kontaktløst smartscard. Systemet dér kan også bruges som betaling af småbeløb i forretninger, restauranter, parkeringsautomater og P-huse. I London bruges Oyster card, der kom i drift i 2003.
I Holland kaldes system OV-chipkaart, der har samme leverandørkreds som Rejsekort og har store ligheder med det danske system idet det er et system som dækker alle transportselskaber i landet.